# Prix des lettres néerlandaises
Le prix des lettres néerlandaises (en néerlandais : Prijs der Nederlandse Letteren) est le prix littéraire le plus prestigieux des Pays-Bas et de la Belgique néerlandophone. Il est décerné depuis 1956 tous les trois ans par le Nederlandse Taalunie, l'Union linguistique néerlandaise. La remise du prix se fait en alternance aux Pays-Bas et en Belgique par la Reine ou le Roi en leur fonction de chef d'État.
En 2001, Albert II, roi des Belges, refuse de remettre le prix à Gerard Reve à cause de sa relation avec son partenaire Joop Schafthuizen, suspecté de débauche sur un garçon mineur. Le prix est alors remis par un fonctionnaire de l'Union.
En 2007, le lauréat, Jeroen Brouwers, accepte d'abord la distinction, mais en apprenant le montant du prix, 16 000 euros, il le refuse, expliquant que le montant est ridicule pour un prix aussi prestigieux. L'Union déclare ne pas changer le montant du prix. Cependant en 2009, le montant du prix est porté à 40 000 euros.

## Lauréats

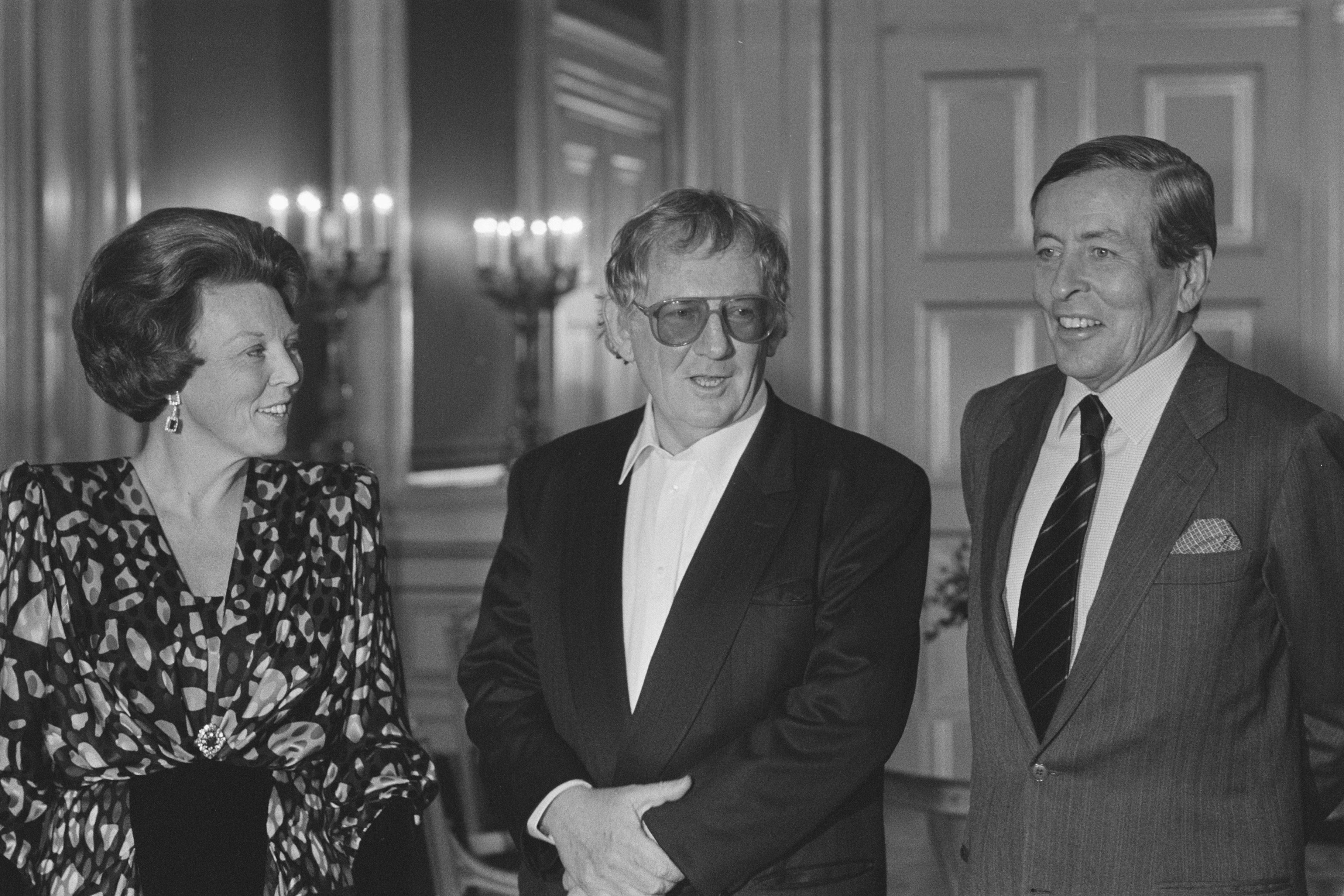
Hugo Claus (1986)

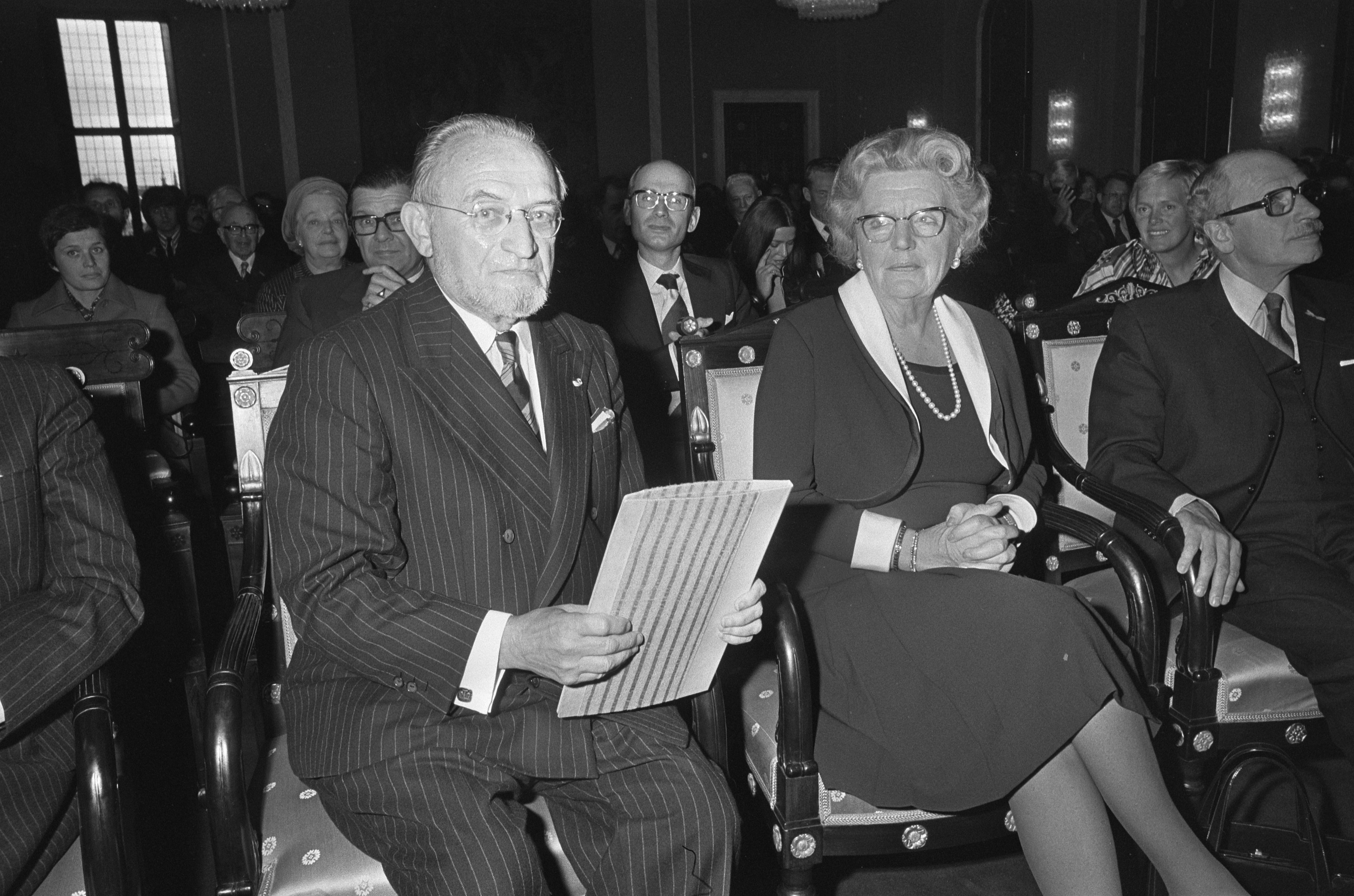
Marnix Gijsen (1974)

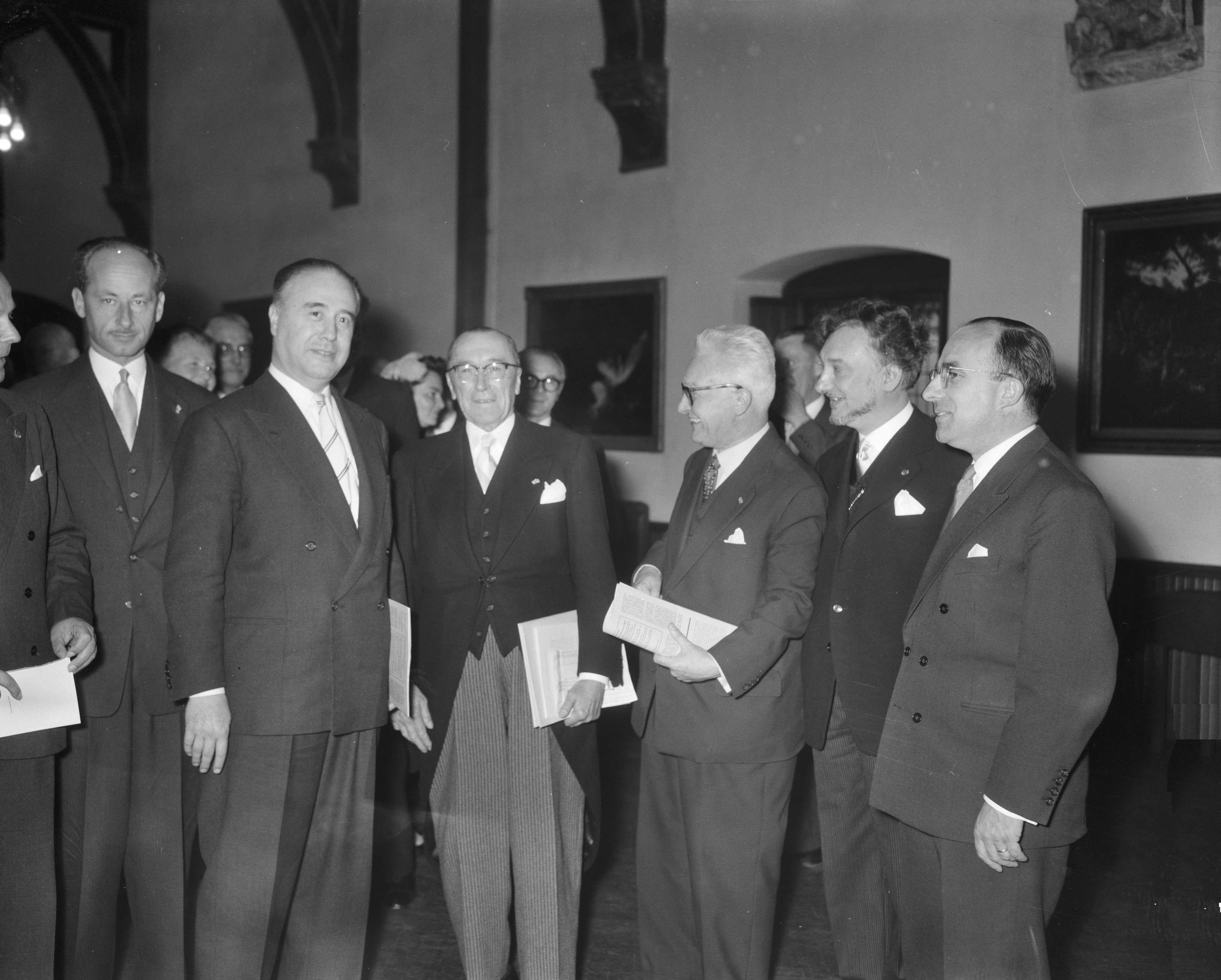
Herman Teirlinck (1956)

Le prix des lettres néerlandaises a été décerné depuis 1956 aux auteurs suivants :
- 1956 :  Herman Teirlinck
- 1959 :  Adriaan Roland Holst
- 1962 :  Stijn Streuvels
- 1965 :  J.C. Bloem
- 1968 :  Gerard Walschap
- 1971 :  Simon Vestdijk
- 1974 :  Marnix Gijsen
- 1977 :  Willem Frederik Hermans
- 1980 :  Maurice Gilliams
- 1983 :  Lucebert
- 1986 :  Hugo Claus
- 1989 :  Gerrit Kouwenaar
- 1992 :  Christine D'haen
- 1995 :  Harry Mulisch
- 1998 :  Paul de Wispelaere
- 2001 :  Gerard Reve
- 2004 :  Hella S. Haasse
- 2007 :  Jeroen Brouwers (refuse le prix)
- 2009 :  Cees Nooteboom
- 2012 :  Leonard Nolens
- 2015 :  Remco Campert
- 2018 :  Judith Herzberg
- 2021 :  Astrid Roemer
- 2024 :  Tom Lanoye

## Source
- (nl) Cet article est partiellement ou en totalité issu de l’article de Wikipédia en néerlandais intitulé « Prijs der Nederlandse Letteren » (voir la liste des auteurs).